# 盟军托管朝鲜时期

盟軍託管朝鮮半島時的地圖，北為蘇聯民政廳，南為駐朝鮮美國陸軍司令部軍政廳

盟軍託管朝鮮時期（：／），是朝鮮（朝鲜半岛）在1945年第二次世界大战結束後，由美国、苏联兩個同盟國分區實施軍事佔領及軍政管理的时期，至1948年結束，但直接造成南北韓分治與對立的政治格局。
1945年8月15日，日本在太平洋战争中宣布投降，使得朝鮮的日本殖民統治得以結束、獲得重新獨立的機會。未久，在同盟國單方面的決策下，美国和苏联大致以北纬38度线为界，分别在朝鲜半岛南部成立駐朝鮮美國陸軍司令部軍政廳、北部成立蘇聯民政廳，對朝鮮實施分區託管。這原本只是暫時措施，但隨著國際政治走入冷戰格局，朝鮮半島南北分屬不同意識形態政權管理，結果導致1948年8月15日大韓民國在半島南方建立、同年9月9日朝鮮民主主義人民共和國在半島北方建立，朝鮮分裂分治为两个政权；至1950年，在北方政權以武力試圖統一整個朝鮮的情勢下，韓戰全面爆發。1953年《朝鲜停战协定》簽署後，南北韓雙方依照停戰當下的控制範圍劃設軍事分界線，仍按习惯称为「三八线」，並沿此線劃設貫穿整個半島的非軍事區，延續至今。

## 背景

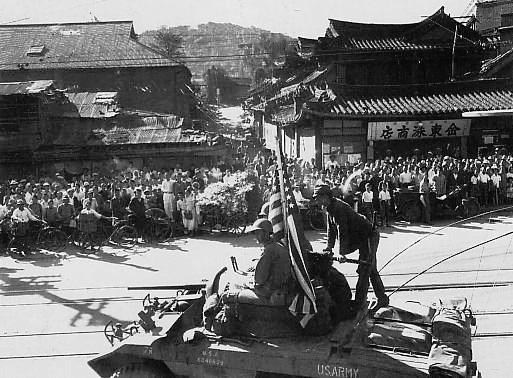
1945年9月8日進駐朝鮮的美軍部隊

第二次世界大战结束后，美國與蘇聯双方根據同盟國最高司令官總司令部（GHQ）發表的《一般命令第一號》，以北纬38度线为界，分頭進行朝鮮半島日軍受降事宜，美军負責南半部，苏联红军負責北半部。这种形式为朝鲜半岛的分裂局面埋下了伏笔。
朝鲜人多数不赞成盟军分裂接管半岛政务的方案。1945年9月6日，呂運亨等人於美軍進駐之前，先在汉城建立朝鮮人民共和國（與北朝鮮無關）临时政府，以接管日本投降後無人管理的朝鮮、及反对联合国军的進入。1945年9月9日之後，美国陆军扎营汉城，朝鮮人民共和國立即遭到美軍政廳取締，呂運亨被迫下台，之後組織了朝鮮人民黨。而成立於上海、由金九領導，位于中國的大韓民國臨時政府也不被美軍政廳承認，金九被迫以一般平民身分歸國。

## 關鍵事件

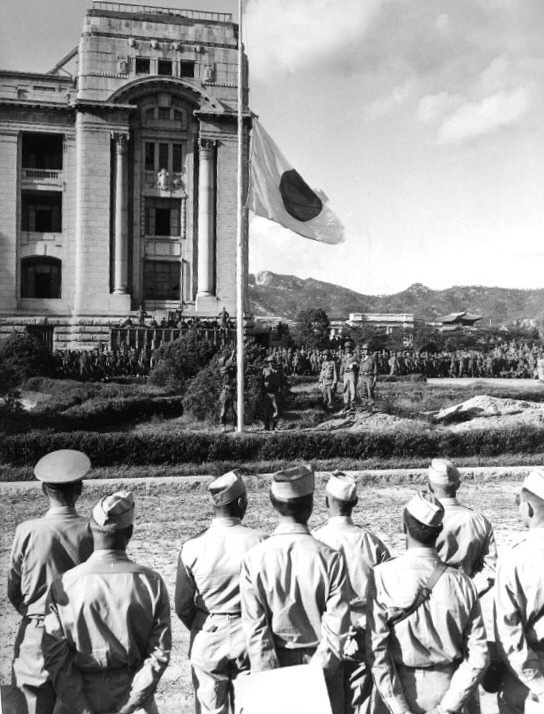
1945年在京城（今首尔）大日本帝国朝鲜总督府前美、日举行的接管仪式

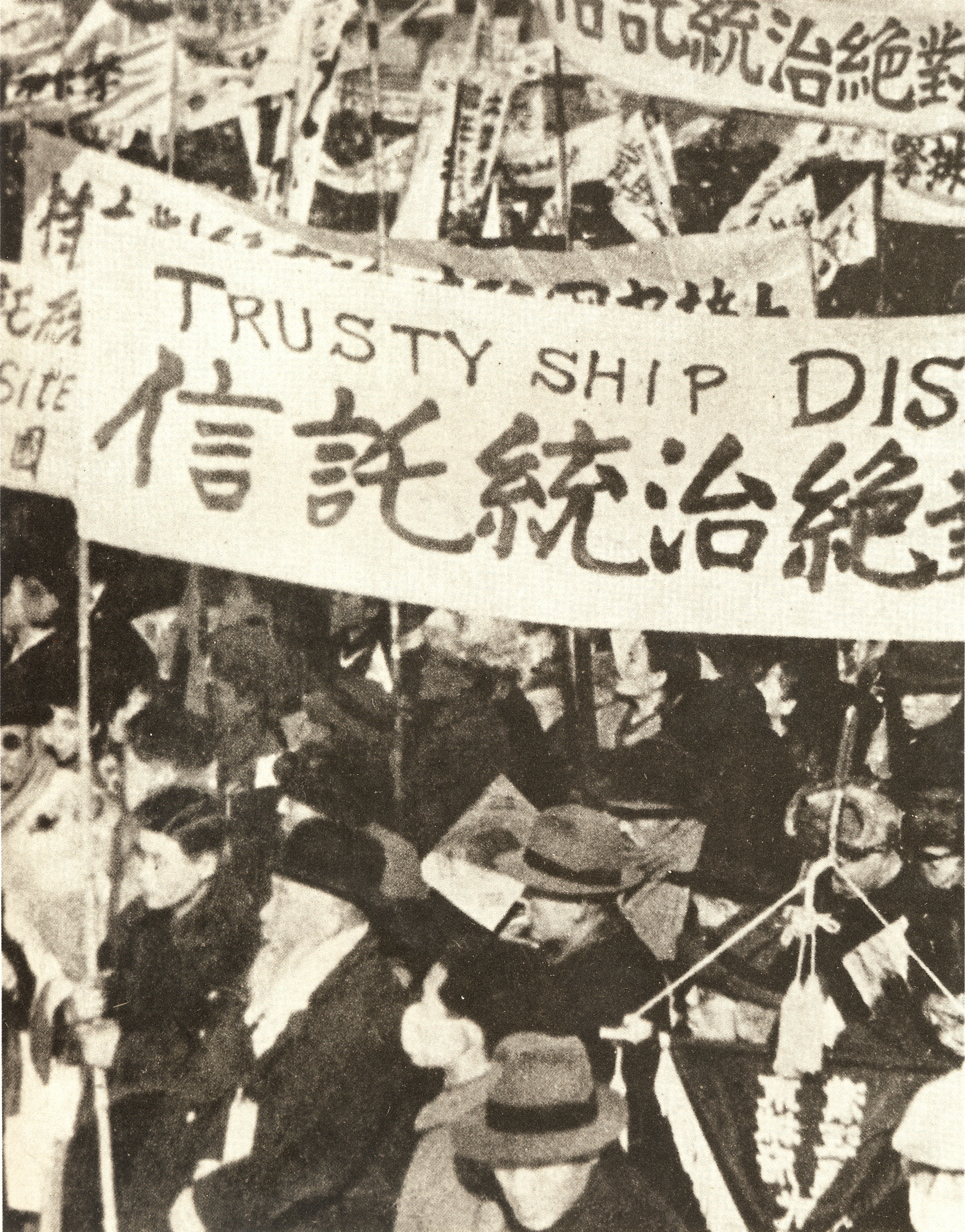
1945年反對信託統治（託管統治）的抗議活動

1945年9月4日，美軍先遣部隊飛抵金浦機場。9月8日，美國第十軍團第24軍的主力部隊從仁川進入韓國，之後便建立了美軍政廳，由24軍軍長，中將约翰·R·霍奇出任駐韓國美軍司令，第7师师长阿契博德·文森·阿諾德擔任朝鮮軍政長官。在抵達韓國的4天前，霍奇告訴部下，韓國是「美國的敵人之一」。
在9月9日一場受降典禮後，霍奇宣佈將完整保留朝鮮總督府的職員及其總督阿部信行，儘管阿部的身分為敵對國戰俘，仍遭到留用；而几天后这一决定就招致強烈反彈而取消，將日本人總督由美國人軍政長官替代，並裁撤殖民政府各部官員，之後再招募其中一些日本人官僚成為美軍政廳的顧問。同時為了應對朝鮮民眾的抗議及不平，在1945年10月成立了朝鮮諮議會（Korean Advisory Council），大部分席位給了美國支持成立的韓國民主黨黨員，多為地主、富有商人，以及一些曾在總督府任職的朝鮮人。雖然朝鮮人民共和國的一些成員也被提議加入，但他們拒絕、並抨擊諮議會議員與日本舊勢力勾結。
同在1945年，一份提案建議由美蘇兩國長期託管統治朝鮮。到了12月，美國、蘇聯及英國在莫斯科召開三國外長會議並達成協議，美國和蘇聯同意在聯合委員會（Joint Commission）之下共同託管朝鮮4年，託管結束之後獨立。然而，兩國批准在各自佔領區內建立的朝鮮人政權分別擁護佔領國——美國和蘇聯的意識形態，因此這種協議並不被大部分朝鮮民眾接受。在南部，雖然由李承晚領導的臨時政府和金九領導的臨時民意代表機關舉辦了選舉，但是反對託管統治的活動旋即演變為大規模示威，1946年爆發了大邱10月事件，南朝鮮各道有數百萬人上街反對美國軍政廳統治。
為了控制朝鮮南部的示威或武裝反抗活動，美軍政廳於10月8日禁止罷工，10月12日宣布革命政府及人民委員會違法。然而事態已經急遽擴大，逐漸失控。9月23日在釜山爆發了8千名鐵路工人發起的罷工即快速散播至南朝鮮其他城市；10月1日大邱當地警方在鎮壓暴動的過程中造成3名示威學生死亡，多人受傷，38名警員隨即在之後的報復攻擊中遇害。10月3日，永川約1萬多人攻擊警察署，40名警員及郡長遇害。另一場暴動中則有20名地主及親日官員遭到殺害。美軍政廳還以顏色，宣布戒嚴，朝群眾射擊，死傷者不計其數。

## 政治
儘管美國軍政廳初期的立場是基本上反對左派及共產主義政黨，在統治期間依然容許了朝鮮共產黨等團體的活動，並試圖在極左團體和極右團體之間尋求平衡，鼓勵溫和穩健的路線。然而這種作法激怒了一些較激進的有力人士，例如右派反共領導人李承晚。
同時，美軍政廳也剝奪、削弱其佔領區內其他政治團體的影響力及權利，例如鎮壓反對美國軍事佔領的示威。

## 經濟
在南北朝鮮分裂的這段期間裡，朝鮮半島的工業絕大部分是集中於北部，而南部則分布了大部分的農地。儘管電力供應網和海運貿易線仍持續存在，但是經常遭到蘇聯控制下的北部切斷，此時的北部有能力藉由中止電力及肥料的供應，使南部陷入混亂。
總之，儘管韓國經濟在美軍政廳統治期間成功展開了邁向復原的第一階段，但總體狀況並不太好。

## 教育
美軍政廳接管韓國之後，最早頒布的法令之一，便是1945年11月發布的全體學校復課令，然而教育體制大致而言與日治時代相去不遠，沒有立即的變化。在託管期間的美軍政廳仍試圖維持日本教育系統的形式。
儘管美軍政時期沒有實施廣泛性的教育改革，但美軍政廳確實為大韓民國建國後，第一共和早期進行的教育改革立下了基礎。1946年，100名左右的韓國民間教育學家組成了會議，勾勒出未來韓國教育的藍圖。

## 架構
（1947年時）
| | |
| 朝鮮軍政長官 由美國陸軍將領出任 民政長官 由安在鴻（韓國獨立運動家、政界人士）出任 - 文教部 編修局、普通教育局、高等教育局、教化局、觀象局 - 司法部 總務局、行政局、律師局、監察局、法律調査局、法律起草局 - 警務部 總務局、公安局、捜査局、教育局、通信局 第1～3警務總監府 - 各管區警察廳 - 各監察署 - 各警察署 - 農務部 農林經濟局、農產局、山林局、水產局 - 商務部 總務局、特許局、礦務局、商務局、貿易局、工藝局 - 財務部 理財局、司經局、國庫局、專賣局、會計局 - 衛生部 總務局、醫務局、預防醫學局、獸醫局、藥務局、救護局、牙医局、調査訓練局、看護事業局、婦女局 - 外務處 外務署 - 管財處 司法府 大法院 - 高等審理院 - 地方審理院 | - 國內警備部（又稱統衛部，韓國國防部前身） 國防警備隊（韓國陸軍前身）、海岸警備隊（韓國海軍前身） - 遞信部 總務局、郵務局、電務局、儲蓄保險局、財政局、資材局 - 運輸部 鐵道運輸局、海上運輸局、公路運輸局、飛行運輸局 - 土木部 中央消防委員會、大田國道事務所、大邱國道事務所、釜山國道事務所 - 勞動部 勞動局 - 人事行政處 總務署、職制署、補任署、考試署、訓練署、調査署 - 物價行政處 總務署、行政署、監察署 - 庶務處 總務署、調査研究署、財產會計署、建築署、統計署 - 食糧行政處 - 籌劃庶務署、食糧分配署、食糧資料署 |

## 外部連結
- Unofficial list of US National Archives documents concerning USAMGIK
- Paramilitary politics under the USAMGIK and the establishment of the ROK, Kim Bong-jin, Korea Journal 43 (2), p.289-322 (2003).